# Ні поліцейській державі
Кампа́нія «Ні поліце́йській держа́ві» — всеукраїнська громадянська кампанія проти міліцейського свавілля, яка була спровокована загибеллю 20-літнього студента Ігоря Індила у Шевченківському районному відділенні МВС міста Києва. Кампанія ставить на меті належне розслідування причин смерті студента, покарання винних у справі та в інших резонансних справах.

## Причини
Кампанія виникла як реакція на смерть Ігоря Індила, який загинув у Шевченківському райвідділку МВС у місті Києві в ніч із 17 на 18 травня 2010 року. На думку громадських активістів і журналістів, і за результатами журналістських розслідувань, це було вбивство, спричинене діями працівників міліції. У день смерті студента міліція озвучила іншу версію, відповідно до якої Індило сам тричі падав, унаслідок чого і настала смерть. Після розголосу у ЗМІ в суспільстві виникає резонанс, після якого починаються масові протести по Україні з вимогами покарати винних у смерті Ігоря Індила. Окрім цього, під час акцій активісти згадують і інші резонансні справи, де вказують на факти міліцейського свавілля в Україні.

## Мета
Зі слів активістів, метою кампанії є перш за все покарати винних у резонансних справах, пов'язаних із міліцейським свавіллям. Серед цих справ:
- смерть Ігоря Індила у Шевченківському районному відділенні МВС міста Києва; стала причиною активізації протестів і появи кампанії «Ні поліцейській державі»;
- побиття захисників парку ім. Горького у Харкові, у яких міліція або брала участь, або не втручалась під час побиття невідомими;[8]
- смерть Дмитра Ящука у Святошинському районному відділенні МВС міста Києва; за версією міліції, повісився 13 червня 2010 року в камері утримання[9];
- побиття Дениса Маленка, Андрія Бондаря та неповнолітнього Сергія Іванченка у тодішньому Ленінському районному відділенні МВС міста Кіровограда[10][11];
- побиття міліцією в Запоріжжі двох журналістів із Києва — Дмитра Стойкова та Євгена Сафонова, за що працівникам МВС було оголошено лише дисциплінарне стягнення;
- систематичне перешкоджання мирним зібранням з боку міліції;

та інші.
Окрім того, у червні 2010 року вимоги активістів доповнились глобальнішими вимогами, спрямованими на очищення та реформи у правоохоронних органах і на зміни законодавства України. Активісти вимагали від усіх/різних представників влади України:
- посилити відповідальність працівників МВС за перевищення повноважень, а головним чином за катування затриманих;
- розширити повноваження уповноваженого Верховної Ради України з прав людини, зокрема у частині протидії та попередженню катувань посадовими особами МВС;
- відновити функціонування громадських рад при територіальних підрозділах МВС, створити прозорі механізми доступу громадськості до контролю за роботою органів внутрішніх справ.

## Хронологія подій

### 2010 рік
26 травня 2010 року в Києві активісти проводять акцію проти побиття міліцією захисників у харківського парку ім. Горького.
26 травня 2010 року у випуску ТСН на телеканалі 1+1 виходить сюжет із серії «Жесть мундира». Журналісти розповідають про обставини смерті Ігоря Індила. Вони вказують на те, що міліціонери не коментують смерть студента у відділку. У сюжеті йдеться про те, що вночі з 17 на 18 травня до відділку 4 рази приїздила швидка. Окрім того, посилаючись на студентів, зазначають, що міліція тисне, щоби молоді люди заявили нібито була бійка, і Ігор сідав у міліцейську машину вже побитий із проламаною головою.
1 червня 2010 року відбувається перша всеукраїнська акція проти міліцейського свавілля під назвою «Не хочемо падати — не хочемо вмирати!». Активісти вказують, що вона є реакцією громадськості на смерть Ігоря Індила. Вимоги протестувальників — звільнити все керівництво Шевченківского райвідділку МВС; створити тимчасову слідчу комісію Верховної Ради України для розслідування останніх найрезонансніших фактів міліцейського свівілля в Україні; протягом тижня оприлюднити через ЗМІ результати розслідувань вбивства Ігоря Індила та інших злочинів, згаданих зверненні активістів. У разі невиконання вимог, активісти пригрозили знову виходити на протести. Акція відбулась у 18-ти містах України. У Києві акція відбулась під Шевченківським районним управлінням МВС, де помер Індило. У Рівному, Івано-Франківську, Кіровограді, Ужгороді, Хмельницькому, Донецьку, Житомирі, Львові, Євпаторії, Тернополі, Харкові, Луганську та інших містах — під обласними управліннями УМВС. У Житомирі під час проведення акції працівники міліції у цивільному намагались завадити проведенню мирного пікетування, а у подальшому забороняли представникам ЗМІ фотографувати перебіг подій і намагались провести затримання окремих журналістів.
4 червня 2010 року у Києві та Львові активісти провели акції «Міліція поза законом» проти дій та бездіяльності міліції під час чергового побиття захисників парку ім. Горьокого у Харкові. У Києві акція пройшла біля Міністерства внутрішніх справ України. Цього ж дня на Майдані Незалежності у Києві у знак солідарності із захисниками парку відбувся флешмоб «Київ—Харків».

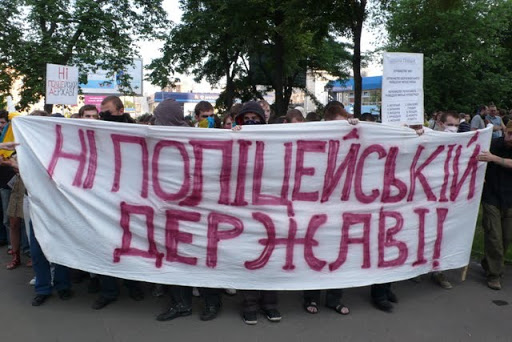
Банер активістів на акції в Києві, 10 червня 2010 року

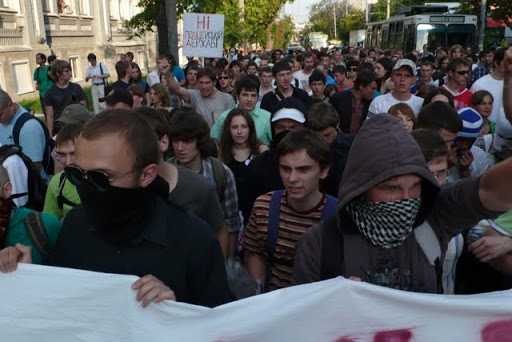
Протестувальники на акції в Києві, 10 червня 2010 року

10 червня 2010 року у 12-ти містах України відбувається друга всеукраїнська акція проти міліцейського свавілля. У Києві активісти пройшли ходою від станції метро «Лук'янівська» до Шевченківського райвідділку МВС. Окрім того, акції пройшли у Запоріжжі, Сімферополі, Рівному, Хмельницькому, Полтаві, Донецьку, Житомирі, Тернополі, Херсоні та інших містах.
14 червня 2010 року у Львові відбувся круглий стіл з представниками львівської обласної міліції на тему «Міліція і суспільство: протистояння чи порозуміння».
18 червня 2010 року у Києві відбулась прес-конференція «Нові вбивства в київських РУВС: версії батьків та МВС». На заході представник міліції Володимир Поліщук та журналісти-розслідувачі та інші озвучили версії обставин останніх найрезонансніших смертей у київських відділеннях міліції — Ігоря Індила у Шевченківському райвідділку та Дмитра Ящука у Святошинському райвідділку. Представник МВС спростовував причетність міліції до смертей хлопців. Натомість, журналісти, Юрій Кармазін та родичі Дмитра Ящука наводили результати власних розслідувань або факти, які вказували на невідповідності, що були не на користь непричетності працівників міліції до смертей.
24 червня 2010 року у Києві активісти кампанії влаштували ходу від Контрактової площі до Михайлівської площі. По завершенню ходи неподалік ГУМВС України в м. Києві активісти показали театралізоване дійство під назвою «Кухня смерті». Окрім вимог покарати винних у смерті Ігоря Індила та по інших резонансних справах, пов'язаних із міліцейським свавіллям, у активістів також додались голобальніші вимоги — посилити відповідальність працівників МВС за перевищення службових повноважень, розширити повноваження уповноваженого ВРУ з прав людини, відновити функціонування громадських рад при територіальних підрозділах МВС тощо.
26 червня 2010 року в Лубнах місцева громада вийшла на протест проти міліцейського свавілля під назвою «Захистимо лубенців від лубенської міліції». Акцію ініціював міський голова Лубен Василь Коряк під приводом нещодавнього побиття хлопця, у чому звинувачують місцеву міліцію, а також інших порушень і зловживань міліції у місті.
28 червня 2010 року на Софійській площі в Києві активісти провели акцію проти міліцейського свавілля. Під час акції відбувся гепенінг, який полягав у тому, що люди лягали на бруківку. Їх обводили крейдою за прикладом того, як обводять крейдою тіла померлих. Журналісти вказують, що міліціонери намагались обмежити активістів у їхніх діях, однак акція пройшла мирно.

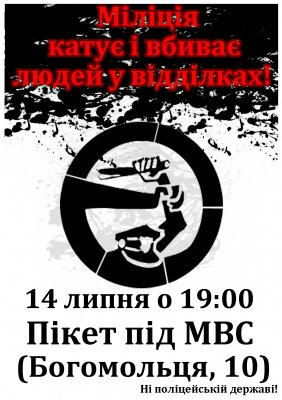
Наліпка активістів із закликом виходити на акцію протесту проти міліцейського свавілля

14 липня 2010 року під Міністерством внутрішніх справ у Києві активісти вийшли на акцію протесту. Основні причини проведення — непритягнення до відповідальності вбивць Ігоря Індила та м'яке покарання міліціонерів у Запоріжжі, які побили журналістів; затримання міліцією захисників парку ім. Горького у Харкові; незаконне перешкоджання силовиками проведенню мітингів і демонстрацій, професійній діяльності журналістів, перевищення службових повноважень, калічення та вбивства людей.
22 липня 2010 року від Святошинським райвідділком МВС у Києві відбулася акція протесту проти свавілля правоохоронних органів «Годі брехати!», присвячена розслідуванню справи смерті у відділку Дмитра Ящука. Організаторами акції виступили ініціативна група зі Святошинського району та громадська ініціатива «Оновлення країни», участь взяли родичі та близькі загиблого. Вимоги акції — оглянути тіло; спростувати неправдиві дані, на думку активістів, щодо родини Ящуків, які з'являлися у ЗМІ; дізнатися прізвища підозрюваних у справі працівників міліції.
8 та 9 вересня 2010 року в Києві та Львові відбулися акції солідарності із затриманими за поширення листівок харків'янами.
30 вересня 2010 року в Українській інформаційній службі в Києві пройшла прес-конференція, присвячення свавіллю української міліції. З боку міліції участь взяв Володимир Поліщук, з боку постраждалих — родичі загиблого Дмитра Ящука та побитого Антона Жигінаса. Також у заході взяли участь представник Харківської правозахисної групи та член громадської ініціативи жителів Святошинського району.

## Оцінки кампанії
За даними аналітичного центру «Агентство Стратегічних Досліджень», кампанія «Ні поліцейській державі» посіла перше місце у рейтингу молодіжних ініціатив 2010-го року. Акції на захист Парку Горького в Харкові, на захист яких протестували й активісти кампанії, у тому самому рейтингу посіли 10-те місце.